# Strage degli innocenti (Pietro Lorenzetti)
La Strage degli innocenti è un affresco staccato di Pietro Lorenzetti, Francesco e Niccolò di Segna, databile al 1330-1340 e conservato nella basilica dei Servi a Siena. Fa parte di un ciclo di affreschi nella cappelle del presbiterio della basilica, in parte perduto, tra cui a questa sola scena si attribuisce un intervento diretto e consistente del maestro Lorenzetti.

## Descrizione e stile
Conservata nella seconda cappella a destra del coro, la Strage degli Innocenti ha elementi comuni al ciclo delle Storie della Passione nel transetto sinistro della basilica inferiore di Assisi, in particolare un analogo senso drammatico e l'impostazione di alcune figure, come le madri disperate che esprimono il dolore tirandosi i capelli come la Maddalena nel Seppellimento di Cristo, oppure come i cavalli inquieti che si scambiano occhiate come nella grande Crocifissione assisiate. 
La scena è ambientata a Siena, come dimostra la porzione di Duomo e campanile visibile in alto, e da un punto di vista iconografico si rifà a uno schema usato anche da Giotto nel Transetto destro sempre della basilica ad Assisi. Dall'alto di un balcone infatti Erode impartisce il crudele ordine, eseguito da una serie di armigeri che senza pietà trucidano i corpicini dei bambini già ammassati in terra, indifferenti alla disperazione delle madri. A differenza di Giotto però, Lorenzetti non separò le masse di attori, anzi creò un insieme convulso che appare quasi schiacciato tra le pareti delle quinte, in un caos che accentua la drammaticità dell'evento.